# ان شائو (شهرستان)
ان شائو (شهرستان) (به لاتین: An Châu (township)) یک منطقهٔ مسکونی در ویتنام است که در استان باک گیانگ واقع شده‌است.